# Javier Frana
Javier Alberto Frana (Rafaela, Argentina, 25 de desembre de 1966) és un exjugador professional i comentarista de tennis argentí.
En el seu palmarès consten tres títols individuals i set en la modalitat de dobles masculins. Va arribar al 30è lloc del rànquing individual l'any 1995 i el 14è en el rànquing de dobles masculins l'any 1992. Els seus èxits més destacats són el títol de Grand Slam en la modalitat de dobles mixts, el Roland Garros de 1996 junt a la seva compatriota Patricia Tarabini. En els Jocs Olímpics de Barcelona 1992 va guanyar la medalla de bronze en la modalitat de dobles masculins junt a Christian Miniussi.

## Torneigs de Grand Slam

### Dobles masculins: 1 (0−1)
| Resultat  | Núm. | Any  | Campionat | Parella          | Oponents                      | Marcador           |
| --------- | ---- | ---- | --------- | ---------------- | ----------------------------- | ------------------ |
| Finalista | 1.   | 1991 | Wimbledon | Leonardo Lavalle | John Fitzgerald Anders Järryd | 3−6, 4−6, 7−6, 1−6 |

### Dobles mixts: 1 (1−0)
| Resultat  | Núm. | Any  | Campionat     | Parella           | Oponents                  | Marcador |
| --------- | ---- | ---- | ------------- | ----------------- | ------------------------- | -------- |
| Guanyador | 1.   | 1991 | Roland Garros | Patricia Tarabini | Luke Jensen Nicole Arendt | 6−2, 6−2 |

## Jocs Olímpics

### Dobles masculins
| Any  | Campionat                         | Parella            | Oponents                     | Resultat    |
| ---- | --------------------------------- | ------------------ | ---------------------------- | ----------- |
| 1992 | Jocs Olímpics, Barcelona, Espanya | Christian Miniussi | Goran Ivanišević Goran Prpić | No disputat |

## Palmarès

### Individual: 9 (3−6)
| Títols per superfície |
| --------------------- |
| Dura (0−1)            |
| Gespa (1−2)           |
| Terra batuda (2−3)    |

| Resultat  | Núm. | Data                   | Torneig                 | Superfície   | Oponent         | Marcador            |
| --------- | ---- | ---------------------- | ----------------------- | ------------ | --------------- | ------------------- |
| Finalista | 1.   | 27 de novembre de 1988 | Itaparica, Brasil       | Dura         | Jaime Yzaga     | 6−7(4), 2−6         |
| Finalista | 2.   | 8 de juliol de 1991    | Newport, Estats Units   | Gespa        | Bryan Shelton   | 6−3, 4−6, 4−6       |
| Guanyador | 1.   | 28 d'octubre de 1991   | Guarujá, Brasil         | Terra batuda | Markus Zoecke   | 2−6, 7−6(1), 6−3    |
| Finalista | 3.   | 5 de juliol de 1993    | Newport (2)             | Gespa        | Greg Rusedski   | 5−7, 7−6(7), 6−7(5) |
| Guanyador | 2.   | 1 de novembre de 1993  | Santiago, Xile          | Terra batuda | Emilio Sánchez  | 7−5, 3−6, 6−3       |
| Finalista | 4.   | 14 de novembre de 1994 | Buenos Aires, Argentina | Terra batuda | Àlex Corretja   | 3−6, 7−5, 6−7(5)    |
| Finalista | 5.   | abril de 1995          | Paget, Bermudes         | Terra batuda | Mauricio Hadad  | 6−7(5), 6−3, 4−6    |
| Finalista | 6.   | 15 de maig de 1995     | Pinehurst, Estats Units | Terra batuda | Thomas Enqvist  | 3−6, 6−3, 3−6       |
| Guanyador | 3.   | 25 de juny de 1995     | Nottingham, Regne Unit  | Gespa        | Todd Woodbridge | 7−6(4), 6−3         |

### Dobles masculins: 16 (7−9)
| Títols per superfície |
| --------------------- |
| Dura (1−3)            |
| Gespa (0−2)           |
| Terra batuda (2−2)    |

| Resultat  | Núm. | Data                   | Torneig                   | Superfície   | Parella            | Oponents                      | Marcador              |
| --------- | ---- | ---------------------- | ------------------------- | ------------ | ------------------ | ----------------------------- | --------------------- |
| Finalista | 1.   | 27 de setembre de 1987 | Barcelona, Espanya        | Terra batuda | Christian Miniussi | Miloslav Mečíř Tomáš Šmíd     | 1−6, 2−6              |
| Finalista | 2.   | 1 de febrer de 1988    | Guarujá, Brasil           | Dura         | Diego Pérez        | Ricardo Acuña Luke Jensen     | 1−6, 4−6              |
| Guanyador | 1.   | 16 de maig de 1988     | Florència, Itàlia         | Terra batuda | Christian Miniussi | Claudio Pistolesi Horst Skoff | 7−6, 6−4              |
| Guanyador | 2.   | 12 de febrer de 1990   | Guarujá                   | Terra batuda | Gustavo Luza       | Luiz Mattar Cássio Motta      | 7−6, 7−6              |
| Finalista | 3.   | 7 de juliol de 1991    | Wimbledon, Regne Unit     | Gespa        | Leonardo Lavalle   | John Fitzgerald Anders Järryd | 3−6, 4−6, 7−6(7), 1−6 |
| Finalista | 4.   | 8 de juliol de 1991    | Newport, Estats Units     | Gespa        | Bruce Steel        | Gianluca Pozzi Brett Steven   | 4−6, 4−6              |
| Guanyador | 3.   | 4 d'agost de 1991      | Los Angeles, Estats Units | Dura         | Jim Pugh           | Glenn Michibata Brad Pearce   | 7−5, 2−6, 6−4         |
| Finalista | 5.   | 14 d'agost de 1991     | Tel Aviv, Israel          | Dura         | Leonardo Lavalle   | David Rikl Michiel Schapers   | 2−6, 7−6, 3−6         |
| Finalista | 6.   | 4 de novembre de 1991  | Buzios, Brasil            | Dura         | Leonardo Lavalle   | Sergio Casal Emilio Sánchez   | 6−4, 3−6, 4−6         |
| Finalista | 7.   | 18 de maig de 1992     | Bolonya, Itàlia           | Terra batuda | Javier Sánchez     | Luke Jensen Laurie Warder     | 2−6, 3−6              |

### Dobles mixts: 1 (1−0)
| Resultat  | Núm. | Data              | Torneig               | Superfície   | Parella           | Oponents                  | Marcador |
| --------- | ---- | ----------------- | --------------------- | ------------ | ----------------- | ------------------------- | -------- |
| Guanyador | 1.   | 9 de juny de 1991 | Roland Garros, França | Terra batuda | Patricia Tarabini | Luke Jensen Nicole Arendt | 6−2, 6−2 |

## Trajectòria

### Individual
| Open d'Austràlia | 3R   | A     | A           | A           | 1R          | 1R    | A           | A           | A           | 2R    | 2R  | 0 / 5     | 4 − 5     |
| Roland Garros | A    | A     | A           | A           | A           | 1R    | 1R          | 4R          | 1R          | 1R    | 1R  | 0 / 6     | 3 − 6     |
| Wimbledon | Q2   | 2R    | 2R          | Q2          | 3R          | 1R    | 3R          | 3R          | 3R          | 1R    | 2R  | 0 / 9     | 11 − 9    |
| US Open | A    | 1R    | 1R          | A           | 2R          | 1R    | A           | 4R          | 1R          | 1R    | A   | 0 / 7     | 4 − 7     |
| Jocs Olímpics | NC   | 2R    | No celebrat | No celebrat | No celebrat | 2R    | No celebrat | No celebrat | No celebrat | 1R    | NC  | 0 / 3     | 2 − 3     |
| Total Victòries−Derrotes                                                                                                   | 6−10 | 16−18 | 8−16        | 1−4         | 25−17       | 12−20 | 21−11       | 15−13       | 26−15       | 25−22 | 7−9 | 163 − 158 | 163 − 158 |
| Rànquing a final d'any | 137  | 85    | 174         | 184         | 67          | 145   | 49          | 111         | 58          | 80    | 172 |           |           |
| Llegenda: G: Guanyador; F: Finalista; SF: Semifinalista; QF: Quarts de final; Q: Qualificació; A: Absent; RR: Round Robin; |      |       |             |             |             |       |             |             |             |       |     |           |           |

### Dobles masculins
| Open d'Austràlia | 1R    | A     | A           | A           | 2R          | 1R    | A           | A           | A           | 2R    | 1R  | 0 / 5     | 2 − 5     |
| Roland Garros | A     | 2R    | A           | 2R          | SF          | 3R    | 3R          | 1R          | 1R          | QF    | 1R  | 0 / 9     | 13 − 9    |
| Wimbledon | 1R    | 1R    | SF          | SF          | F           | 3R    | 2R          | 2R          | 1R          | 1R    | A   | 0 / 10    | 17 − 10   |
| US Open | A     | A     | 2R          | 2R          | 3R          | 2R    | A           | A           | A           | A     | A   | 0 / 4     | 5 − 4     |
| Jocs Olímpics | NC    | 1R    | No celebrat | No celebrat | No celebrat | SF    | No celebrat | No celebrat | No celebrat | 1R    | NC  | 0 / 3     | 3 − 3     |
| Total Victòries−Derrotes                                                                                                   | 11−12 | 19−18 | 20−17       | 16−12       | 36−21       | 22−22 | 23−9        | 6−10        | 15−9        | 13−17 | 3−9 | 186 − 161 | 186 − 161 |
| Rànquing a final d'any | 81    | 106   | 31          | 73          | 21          | 65    | 68          | 245         | 103         | 93    | 232 |           |           |
| Llegenda: G: Guanyador; F: Finalista; SF: Semifinalista; QF: Quarts de final; Q: Qualificació; A: Absent; RR: Round Robin; |       |       |             |             |             |       |             |             |             |       |     |           |           |